# Moussy-Verneuil
 Moussy-Verneuil  là một xã ở tỉnh Aisne, vùng Hauts-de-France thuộc miền bắc nước Pháp.